# 私の恋したテリウス〜A Love Mission〜
『私の恋したテリウス〜A Love Misson』（原題：私の恋したテリウス、ハングル：내 뒤에 테리우스）は、2018年9月27日から2018年11月15日までMBCで放送されていた韓国のテレビドラマ。全32回（16話）。
正体を隠して、ベビーシッターを務めるスパイと専業主婦が織りなすアクションラブコメディ。

## あらすじ
コ・エリン（チョン・インソン）はいつもいたずら好きな双子の育児に追われる専業主婦。ある時、近所で暮らす男キム・ボン（ソ・ジソブ）と出会う。
クールな性格の彼はエリンから不思議に思われる。ボンは国家情報院NISの要員だった。その後、エリンの夫であるジョンイルが殺害され、双子にもまで脅威がきた。
ボンは夫の事件と自身の追跡事件に関連があると知り、仕事を始めたエリンの子供達のシッターを始めた。NISはボンの行方を追っていて…。

## キャスト

### 主要人物
キム・ボン：ソ・ジソブ
NIS（国家情報院）の元要員。
NISからの追跡から逃れるために身を潜めている。エリンの家のベビーシッターとなるが…。
コ・エリン：チョン・インソン
双子の育児に明け暮れる専業主婦。KISメンバー。
夫が殺されたため、Jインターナショナルに就職。ボンにベビーシッターを任せる。
チン・ヨンテ：ソン・ホジュン
Jインターナショナルの代表。
ジョンイルを殺害させ、監視するためにエリンを雇った。
ユ・ジヨン：イム・セミ
NIS（国家情報院）要員。
ボンに片思いしていて、NISでスパイ容疑がかけられているボンを救おうと奮闘する。

### KIS（主婦情報局）
シム・ウナ：キム・ヨジン
KIS（主婦情報局）及びママ友のリーダー格。主婦。
ポン・ソンミ：チョン・シア
KIS（主婦情報局）及びママ友のメンバー。主婦。
キム・サンリョル：カン・ギヨン
KIS（主婦情報局）及びママ友のメンバー。主夫。

### NIS （国家情報院）
ラ・ドウ：ソンジュ（UNIQ）
元ハッカーのNIS要員。
コンピュータを利用して、ジヨン達に協力している。
クォン・ヨンシル：ソ・イスク
NIS（国家情報院）の副院長。
スパイ容疑として、ボンを執拗に追う。

### エリンの家族
チャ・ジョンイル：ヤン・ドングン
エリンの亡夫。
殺人事件を目撃したために何者かに殺害されてしまう。
チャ・ジュニ：オク・イェリン
エリンの娘。双子の妹。
チャ・ジュンス：キム・ゴヌ
エリンの息子。双子の兄。

## 日本での放送
日本ではKNTV、BS11等で放送された。